# 达里耶巴德
达里耶巴德（Dariyabad），是印度北方邦Barabanki县的一个城镇。总人口15661（2001年）。

## 人口
该地2001年总人口15661人，其中男性8133人，女性7528人；0—6岁人口2684人，其中男1419人，女1265人；识字率47.30%，其中男性为53.57%，女性为40.53%。